# Deep Purple (canzone 1933)
Deep Purple è una canzone pubblicata nel 1933 da Peter DeRose, che la suonava dal 1923 al 1939 con May Singhi come The Sweethearts of the Air sulla NBC radio network.
Paul Whiteman registrò la versione originale nel 1934, solo strumentale.

## Origine
Deep Purple nel 1933 era in origine solo un brano strumentale per pianoforte. L'anno seguente Paul Whiteman la suonò con la sua "big band" orchestra come "making a lady out of jazz". "Deep Purple" divenne popolare quando Mitchell Parish aggiunse le parole nel 1938.

## 1938-39
Larry Clinton e la sua orchestra registrano la versione più popolare il 23 dicembre 1938. Con la voce di Bea Wain. L'etichetta fu Victor Records. 
Seguì la versione di Jimmy Dorsey e poi quella di Guy Lombardo.
Bing Crosby la registrò il 22 marzo 1939 con Matty Malneck and His Orchestra.
Artie Shaw la incise anche lui nel 1939.
Adelaide Hall la introdusse sul mercato inglese per la Decca Records, pubblicandola il 15 maggio 1939.

## Secondo dopoguerra
La versione più popolare fu registrata nel 1963 dal duo Nino Tempo e April Stevens. Anche la versione di Marie Osmond del 1975 fu molto popolare.
Altre performance minori furono:
Harry James registrò una versione nel 1951 pubblicata sull'album Your Dance Date With Harry James And His Orchestra (Columbia Records CL 6138). Earl Bostic fece una versione strumentale "Deep Purple" nel 1953, assieme a "Flamingo" (1963 LP The Best Of Earl Bostic). 
Joe Loss and His Orchestra registrò una versione il 15 ottobre 1956. Pubblicato su 78 giri His Master's Voice POP 107. Joni James pubblicò  "Deep Purple" nel 1956 sull'album In the Still of the Night. 
Nel 1959 anche Ralph Marterie per la Wing Records la pubblicò sull'album Marvelous Marterie. 
Sun Ra registrò nel 1953 assieme a Stuff Smith una versione per l'album Deep Purple. 
Nel 1957 i The Dominoes assieme a Eugene Mumford. 
Screamin' Jay Hawkins fece una versione "Deep Purple" nel 1958 sull'album, At Home with Screamin' Jay.
Ray Conniff registrò una versione nel 1959 sull'album Say It with Music (A Touch of Latin).
Carol Sloane registrò una versione nel 1962 su Out of the Blue, conarrangiamenti di Bill Finegan, e un'altra nel 2001 su I Never Went Away, con il pianista Norman Simmons.
Al Hirt nel 1965 sull'album They're Playing Our Song.
The Shadows nel 1965 sull'album The Sound of The Shadows fecero una versione.
Nel 1975, Ray Stevens registrò una versione sull'album Misty.
Nel 1977, the Beach Boys registrarono una versione sull'album Adult/Child.
Eileen Brennan e Peter Falk cantano la canzone in duetto nel film The Cheap Detective (1978).
Vic Damone la canta nel film Donnie Brasco (1997).
Ingrid Lucia la canta nell'album Almost Blue (2004).

## Rock band Deep Purple
Il gruppo musicale britannico Deep Purple prende il nome dalla canzone di Pete De Rose, essendo la stessa la favorita della nonna di Ritchie Blackmore che la suonava anche al pianoforte.